# Charqueadas (kommun)
Charqueadas är en kommun i Brasilien.   Den ligger i delstaten Rio Grande do Sul, i den södra delen av landet, 1 600 km söder om huvudstaden Brasília. Antalet invånare är 35 363.
Följande samhällen finns i Charqueadas:
- Charqueadas

Trakten runt Charqueadas består i huvudsak av gräsmarker. Runt Charqueadas är det ganska tätbefolkat, med 70 invånare per kvadratkilometer.